# Galianthe gertii
Galianthe gertii är en måreväxtart som beskrevs av Elsa Leonor Cabral. Galianthe gertii ingår i släktet Galianthe och familjen måreväxter. Inga underarter finns listade i Catalogue of Life.